# Espagnac
Pour les articles homonymes, voir Espagnac (homonymie).
Espagnac (Espanhac en occitan) est une commune française située dans le département de la Corrèze et la région Nouvelle-Aquitaine. Ses habitants sont les Spaniacois(ses).

## Géographie
Commune du Massif central arrosée par la Saint-Bonnette.

### Communes limitrophes

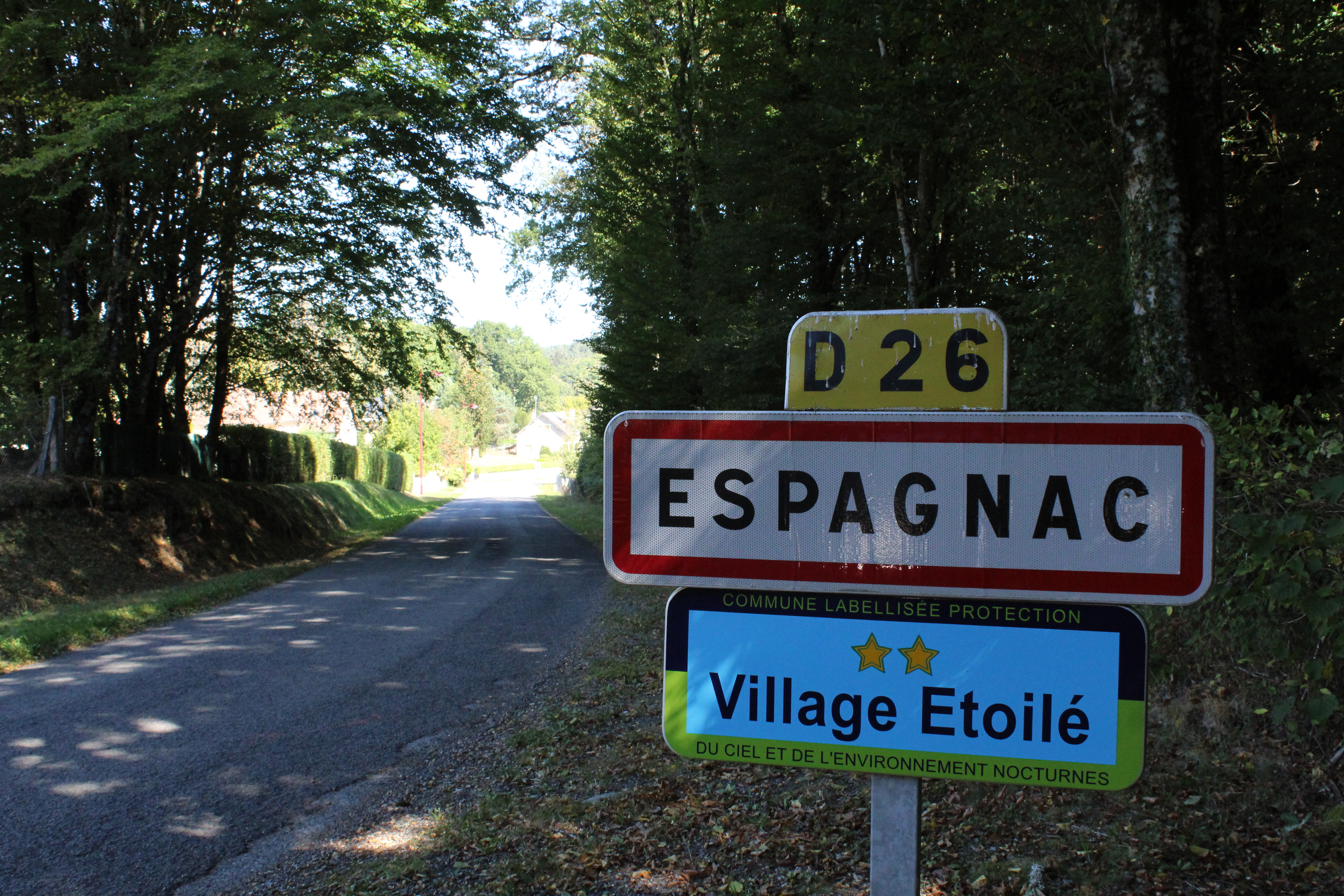
Entrée du village.

Les communes limitrophes sont  Clergoux, Gumond, Ladignac-sur-Rondelles, Laguenne-sur-Avalouze, Pandrignes, Saint-Martial-de-Gimel, Saint-Pardoux-la-Croisille et Saint-Paul.

### Climat
Pour des articles plus généraux, voir Climat de la Nouvelle-Aquitaine et Climat de la Corrèze.
Historiquement, la commune est exposée à un climat montagnard.  
En 2020, Météo-France publie une typologie des climats de la France métropolitaine dans laquelle la commune est exposée à un climat de montagne et est dans la région climatique  Ouest et nord-ouest du Massif Central, caractérisée par une pluviométrie annuelle de 900 à 1 500 mm, maximale en automne et en hiver.
Pour la période 1971-2000, la température annuelle moyenne est de 10,7 °C, avec  une amplitude thermique annuelle de 15,1 °C. Le cumul annuel moyen de précipitations est de 1 334 mm, avec 13,4 jours de précipitations en janvier et 8,1 jours en juillet. Pour la période 1991-2020, la température moyenne annuelle observée sur la station météorologique la plus proche, située sur la commune de Marcillac-la-Croisille à 11 km à vol d'oiseau, est de 10,8 °C et le cumul annuel moyen de précipitations est de 1 318,8 mm,. Pour l'avenir, les paramètres climatiques de la commune estimés pour 2050 selon différents scénarios d’émission de gaz à effet de serre sont consultables sur un site dédié publié par Météo-France en novembre 2022.

## Urbanisme

### Typologie
Au 1er janvier 2024, Espagnac est catégorisée commune rurale à habitat très dispersé, selon la nouvelle grille communale de densité à 7 niveaux définie par l'Insee en 2022.
Elle est située hors unité urbaine. Par ailleurs la commune fait partie de l'aire d'attraction de Tulle, dont elle est une commune de la couronne,. Cette aire, qui regroupe 43 communes, est catégorisée dans les aires de moins de 50 000 habitants,.

### Occupation des sols
L'occupation des sols de la commune, telle qu'elle ressort de la base de données européenne d’occupation biophysique des sols Corine Land Cover (CLC), est marquée par l'importance des forêts et milieux semi-naturels (62,9 % en 2018), en diminution par rapport à 1990 (63,8 %). La répartition détaillée en 2018 est la suivante : 
forêts (61,4 %), prairies (29 %), zones agricoles hétérogènes (4,3 %), milieux à végétation arbustive et/ou herbacée (1,5 %), eaux continentales (1,4 %), espaces verts artificialisés, non agricoles (1,3 %), zones urbanisées (1,1 %).
L'évolution de l’occupation des sols de la commune et de ses infrastructures peut être observée sur les différentes représentations cartographiques du territoire : la carte de Cassini (XVIIIe siècle), la carte d'état-major (1820-1866) et les cartes ou photos aériennes de l'IGN pour la période actuelle (1950 à aujourd'hui).

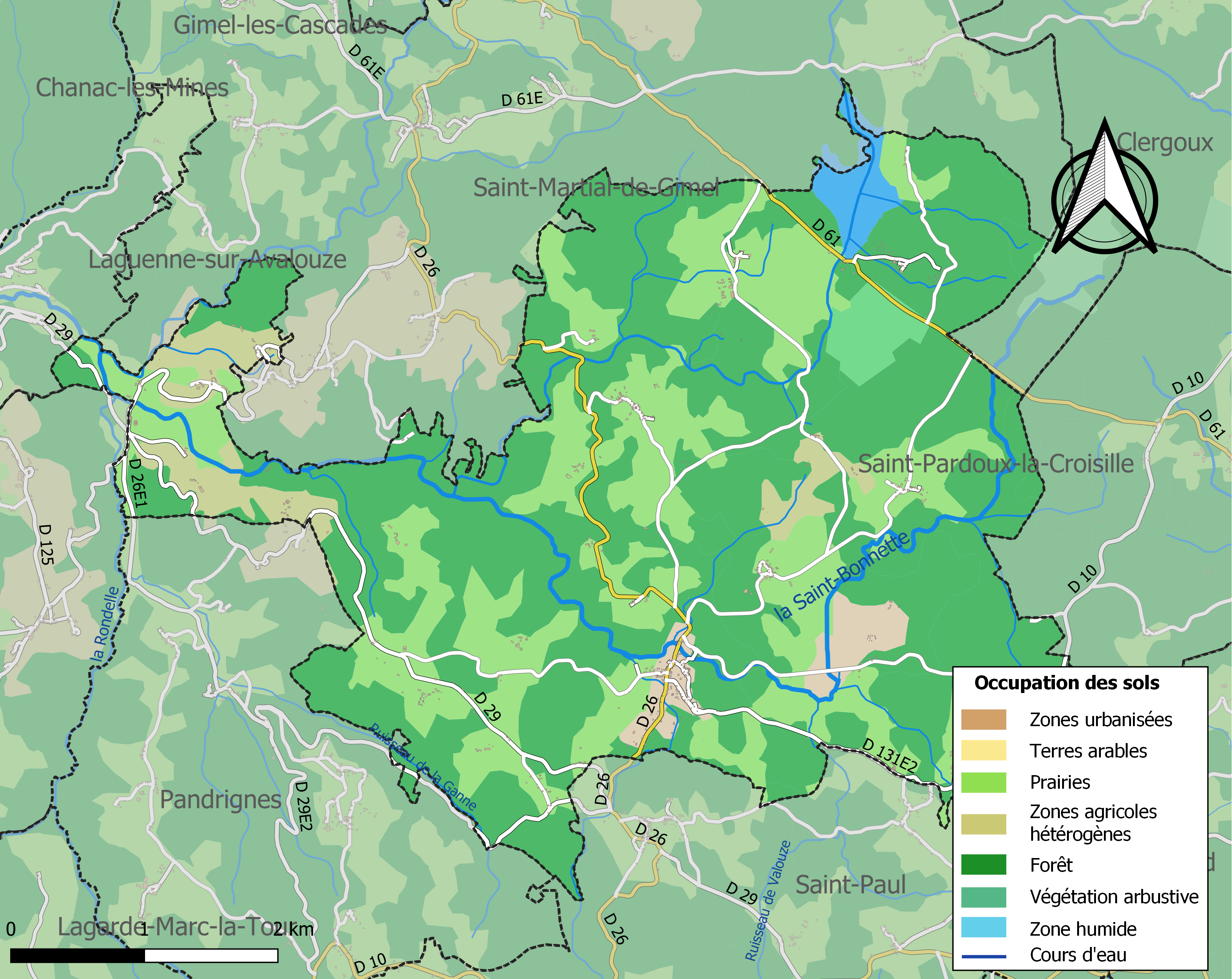
Carte des infrastructures et de l'occupation des sols de la commune en 2018 (CLC).

### Risques majeurs
Le territoire de la commune d'Espagnac est vulnérable à différents aléas naturels : météorologiques (tempête, orage, neige, grand froid, canicule ou sécheresse), feux de forêts et séisme (sismicité très faible). Il est également exposé à un risque particulier : le risque de radon. Un site publié par le BRGM permet d'évaluer simplement et rapidement les risques d'un bien localisé soit par son adresse soit par le numéro de sa parcelle.

#### Risques naturels

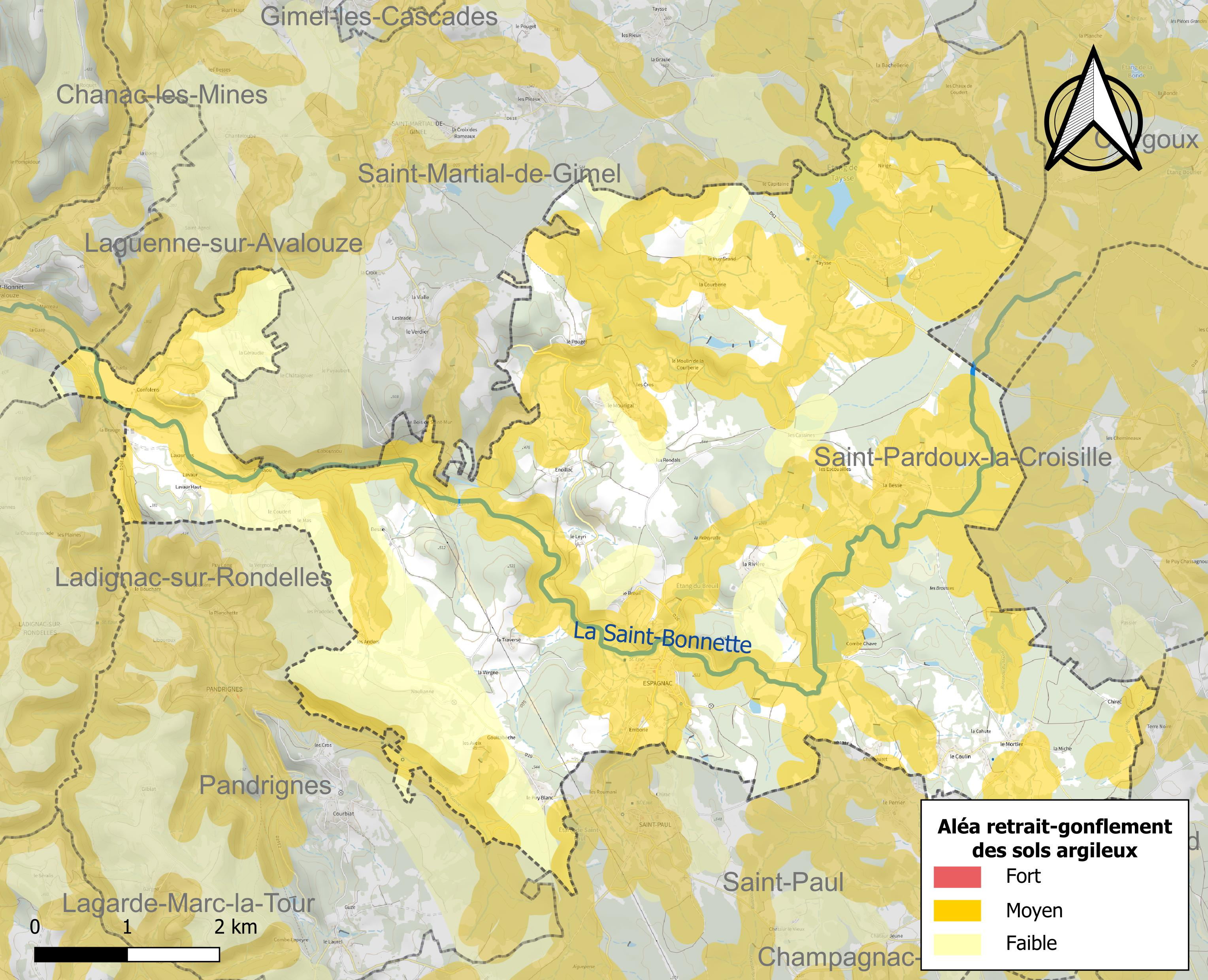
Carte des zones d'aléa retrait-gonflement des sols argileux d'Espagnac.

Le retrait-gonflement des sols argileux est susceptible d'engendrer des dommages importants aux bâtiments en cas d’alternance de périodes de sécheresse et de pluie. 52 % de la superficie communale est en aléa moyen ou fort (26,8 % au niveau départemental et 48,5 % au niveau national). Sur les 276 bâtiments dénombrés sur la commune en 2019,  133 sont en aléa moyen ou fort, soit 48 %, à comparer aux 36 % au niveau départemental et 54 % au niveau national. Une cartographie de l'exposition du territoire national au retrait gonflement des sols argileux est disponible sur le site du BRGM,.
Concernant les feux de forêt, aucun plan de prévention des risques incendie de forêt (PPRIF) n’a été établi en Corrèze, néanmoins le code de l’urbanisme impose la prise en compte des risques dans les documents d’urbanisme. Le périmètre des servitudes d'utilité publique et des zones d'obligation légale de débroussaillement pour les particuliers est quant à lui défini pour la commune dans une carte dédiée. 

#### Risque particulier
Dans plusieurs parties du territoire national, le radon, accumulé dans certains logements ou autres locaux, peut constituer une source significative d’exposition de la population aux rayonnements ionisants. Certaines communes du département sont concernées par le risque radon à un niveau plus ou moins élevé. Selon la classification de 2018, la commune d'Espagnac est classée en zone 3, à savoir zone à potentiel radon significatif. 

## Histoire
Des traces d'occupations de l'époque gallo-romaine ont été retrouvées.
Un atelier monétaire aurait existé sur le site de la commune à l'époque mérovingienne.
La présence d'une église est attestée depuis le Xe siècle. L’église Saint Gervais et Saint Portais d’Espagnac, du nom de deux frères martyrs morts à Milan au premier siècle, fait partie des églises reconstruites au XVe siècle et fut consacrée à nouveau le 6 mai 1520. Le procès verbal de consécration rédigé en langue d’Oc a été conservé.
Durant le XXe siècle, les tramways de la Corrèze, chemin de fer à voie métrique, ont traversés toute la Corrèze de Tulle à Ussel en passant par Espagnac. La gare d’Espagnac est donc un des vestiges de cette époque.

## Politique et administration

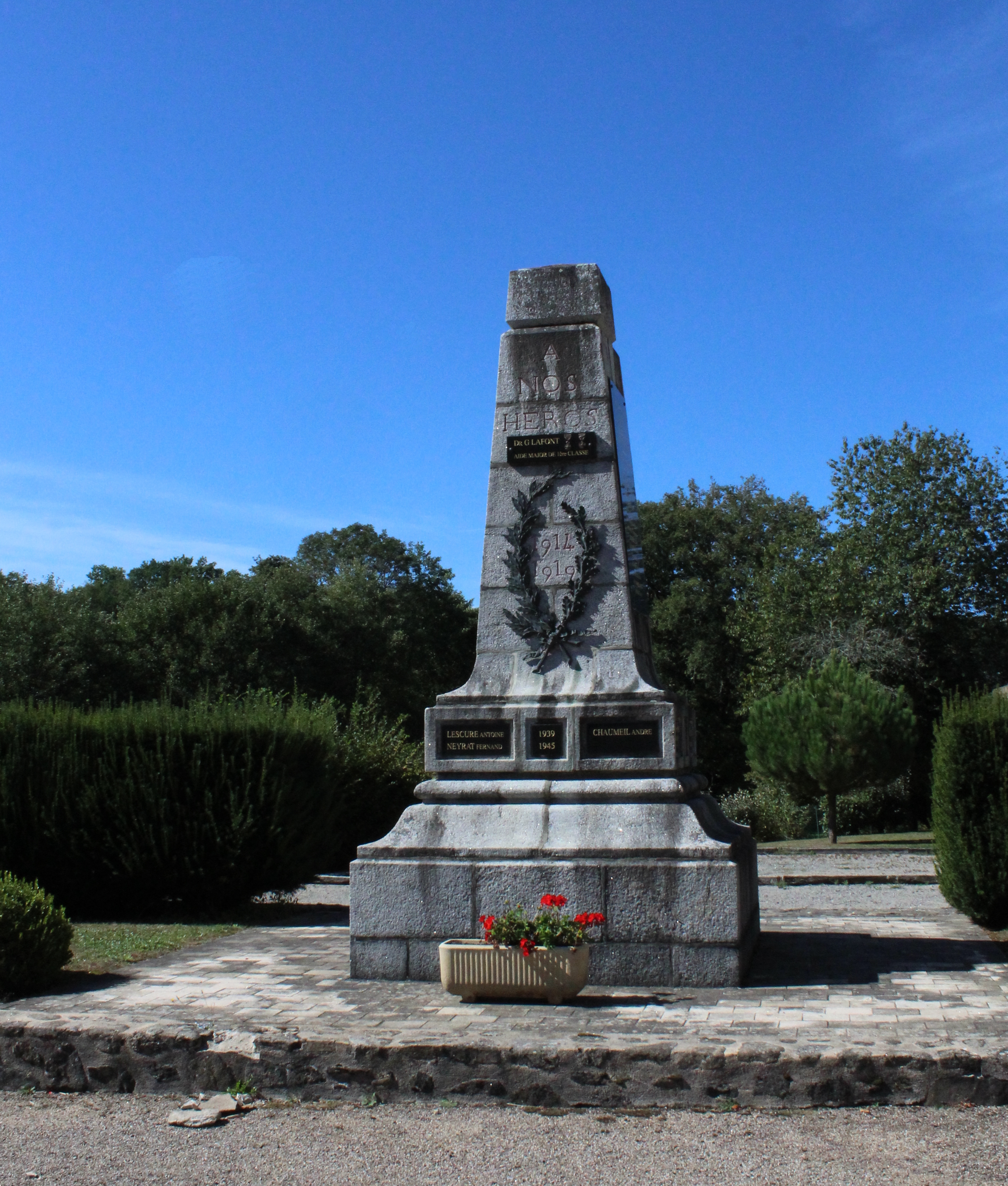
Le monument aux morts.

| Période                                  | Période      | Identité                                   | Étiquette | Qualité   |
| ---------------------------------------- | ------------ | ------------------------------------------ | --------- | --------- |
| Les données manquantes sont à compléter. |              |                                            |           |           |
| 25-09-1802                               | 19-03-1806   | Blaize Mons                                |           |           |
| 28-04-1807                               | 01-01-1808   | Léonard Roume                              |           |           |
| 01-02-1808                               | 09-05-1812   | François Juillard Condat                   |           |           |
| 01-06-1812                               | 22-06-1816   | Jean François Brugeille                    |           |           |
| 25-06-1816                               | 31-12-1824   | Léonard Roume                              |           |           |
| 24-04-1825                               | 31-12-1825   | Jean 'jacques Joseph' Deplanche Labissiere |           |           |
| 01-01-1826                               | 29-06-1837   | Bernard Juillard Condat                    |           |           |
| 04-07-1837                               | 19-04-1848   | Jean Roume                                 |           |           |
| 05-05-1848                               | 31-12-1877   | François Artige                            |           |           |
| 01-01-1878                               | 31-12-1879   | Blaise 'joseph' Rose Roume                 |           |           |
|                                          |              | Jean Lescure                               |           |           |
| 1945                                     | mars 1965    | Damien Jos                                 |           |           |
| mars 1965                                | octobre 1970 | François Rebeyrotte                        |           |           |
| octobre 1970                             | mars 1977    | Albert Neyrat                              |           |           |
| mars 1977                                | mai 1995     | Guy Rebeyrotte                             | PCF       |           |
| mai 1995                                 | mars 2014    | Paul Luce                                  |           |           |
| mars 2014                                | mai 2020     | Jean-Marie Roubeyrotte                     | SE        | Retraité  |
| Mai 2020                                 | En cours     | Marie-Christine Faure                      |           | Retraitée |

## Démographie
L'évolution du nombre d'habitants est connue à travers les recensements de la population effectués dans la commune depuis 1793. Pour les communes de moins de 10 000 habitants, une enquête de recensement portant sur toute la population est réalisée tous les cinq ans, les populations de référence des années intermédiaires étant quant à elles estimées par interpolation ou extrapolation. Pour la commune, le premier recensement exhaustif entrant dans le cadre du nouveau dispositif a été réalisé en 2005.

En 2022, la commune comptait 381 habitants, en évolution de +2,14 % par rapport à 2016 (Corrèze : −0,59 %, France hors Mayotte : +2,11 %).
| 1793 | 1800 | 1806 | 1821 | 1831 | 1836 | 1841 | 1846  | 1851  |
| ---- | ---- | ---- | ---- | ---- | ---- | ---- | ----- | ----- |
| 691  | 631  | 713  | 803  | 890  | 917  | 970  | 1 025 | 1 010 |

| 1856 | 1861 | 1866 | 1872 | 1876 | 1881 | 1886 | 1891 | 1896 |
| ---- | ---- | ---- | ---- | ---- | ---- | ---- | ---- | ---- |
| 956  | 904  | 928  | 866  | 876  | 874  | 878  | 866  | 829  |

| 1901 | 1906 | 1911 | 1921 | 1926 | 1931 | 1936 | 1946 | 1954 |
| ---- | ---- | ---- | ---- | ---- | ---- | ---- | ---- | ---- |
| 828  | 837  | 890  | 718  | 715  | 652  | 607  | 577  | 510  |

| 1962 | 1968 | 1975 | 1982 | 1990 | 1999 | 2005 | 2006 | 2010 |
| ---- | ---- | ---- | ---- | ---- | ---- | ---- | ---- | ---- |
| 436  | 367  | 330  | 343  | 338  | 339  | 341  | 343  | 334  |

| 2015 | 2020 | 2022 | - | - | - | - | - | - |
| ---- | ---- | ---- | - | - | - | - | - | - |
| 371  | 383  | 381  | - | - | - | - | - | - |

## Environnement
La commune bénéficie du label "Village étoilé" pour la protection du ciel et l'environnement nocturnes.

## Lieux et monuments
- L'église paroissiale Saint-Gervais-Saint-Protais d'Espagnac.
- L'ancienne gare de "Le Mortier-Gumond", sur la ligne du Transcorrézien tronçon Le Mortier-Gumond / Laroche-Canillac faisant partie des Tramways de la Corrèze, qui fonctionna de 1913 à 1938. Cette gare, aujourd'hui en mauvais état, est située sur le territoire de la commune dans le hameau du Mortier à équidistance entre les deux communes d'Espagnac et de Gumond.

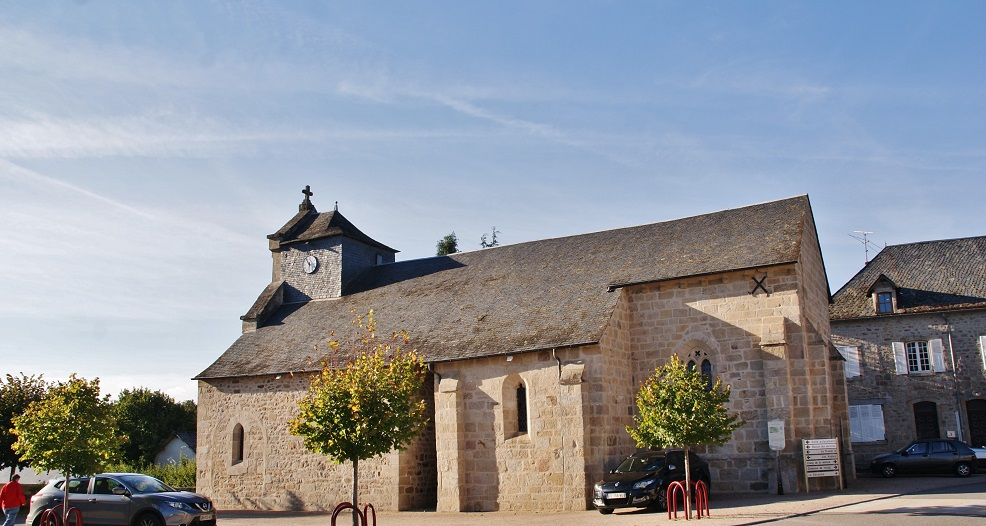
L'église Saint-Gervais d'Espagnac
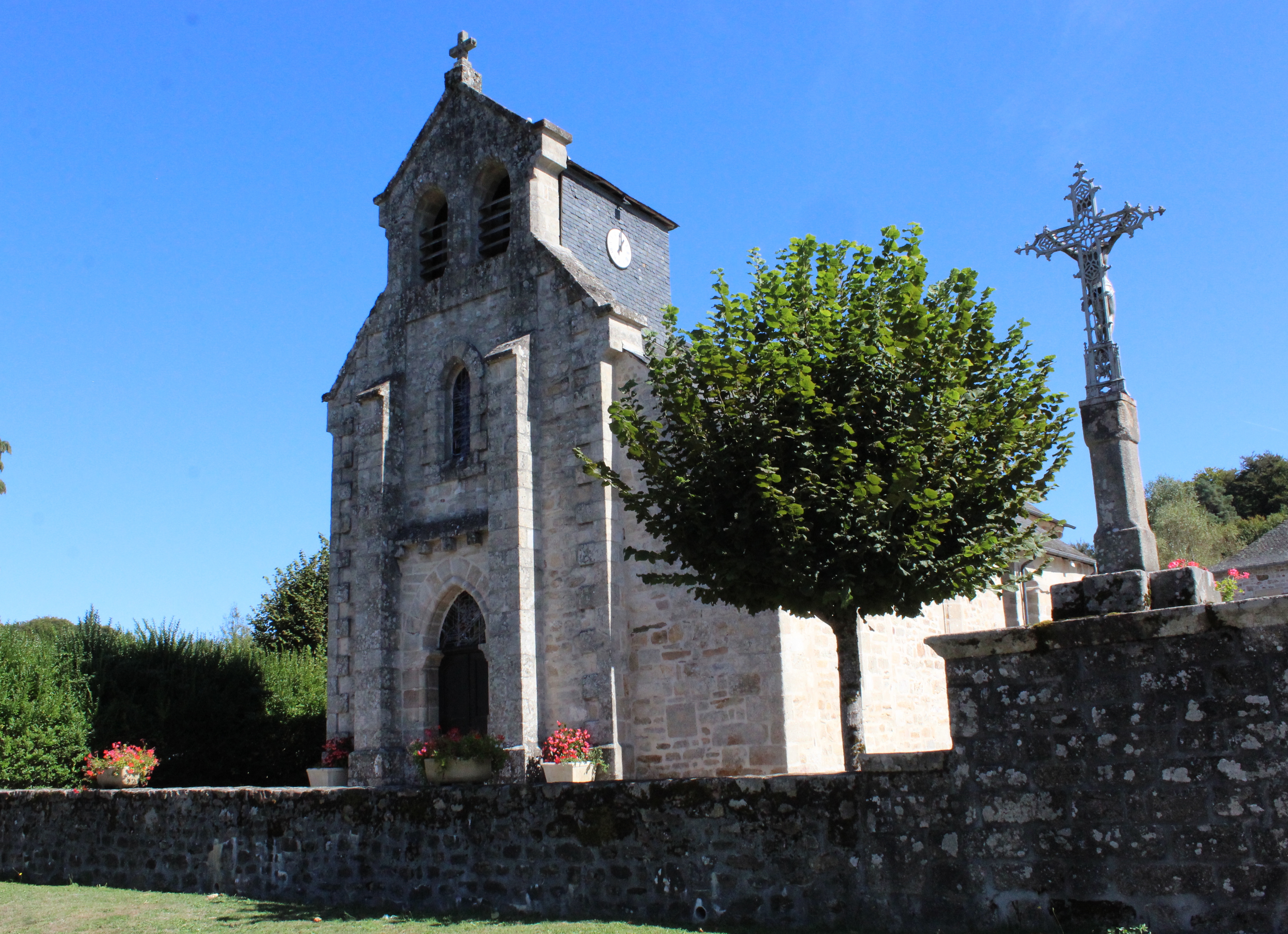
L'église Saint-Gervais.
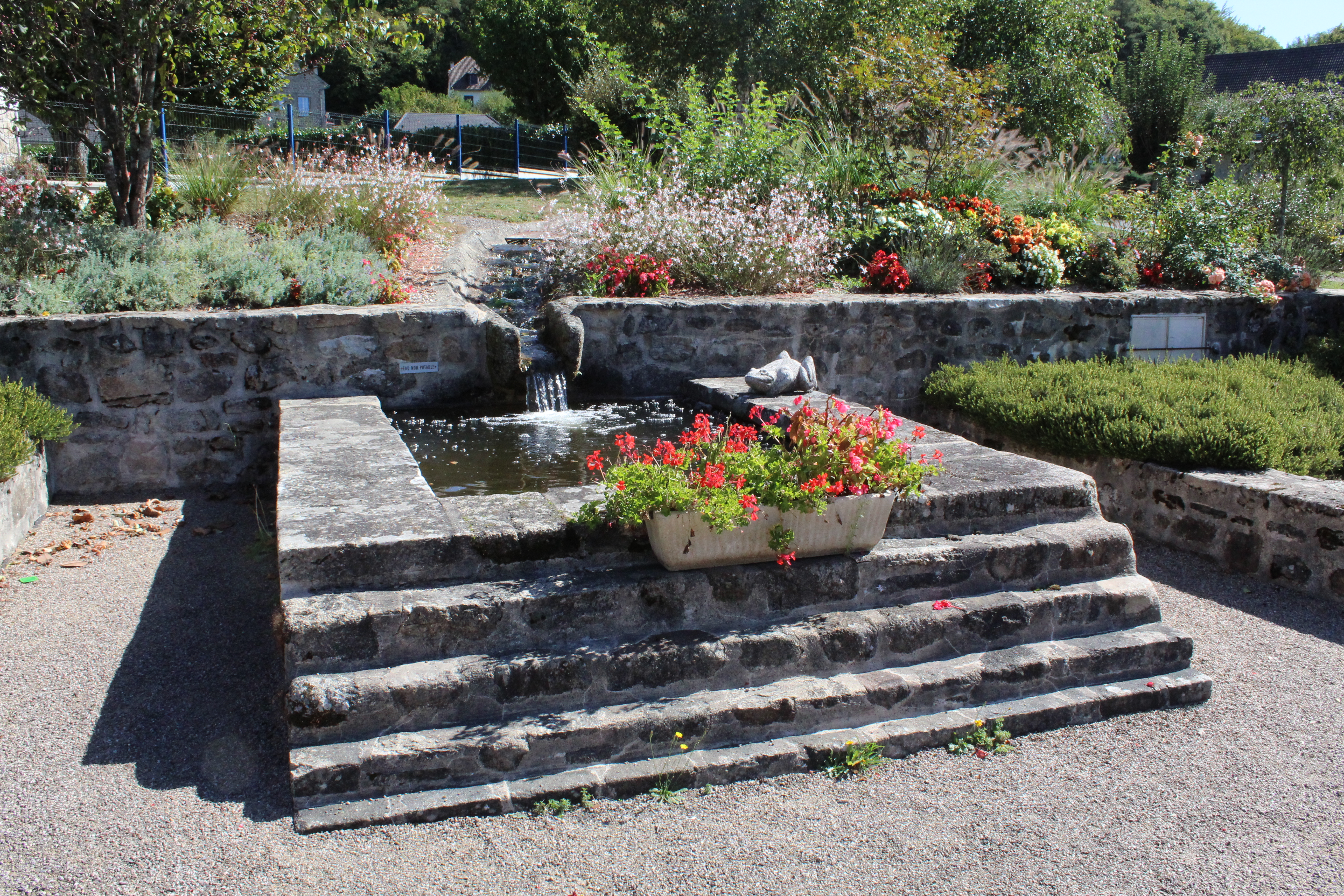
La fontaine.
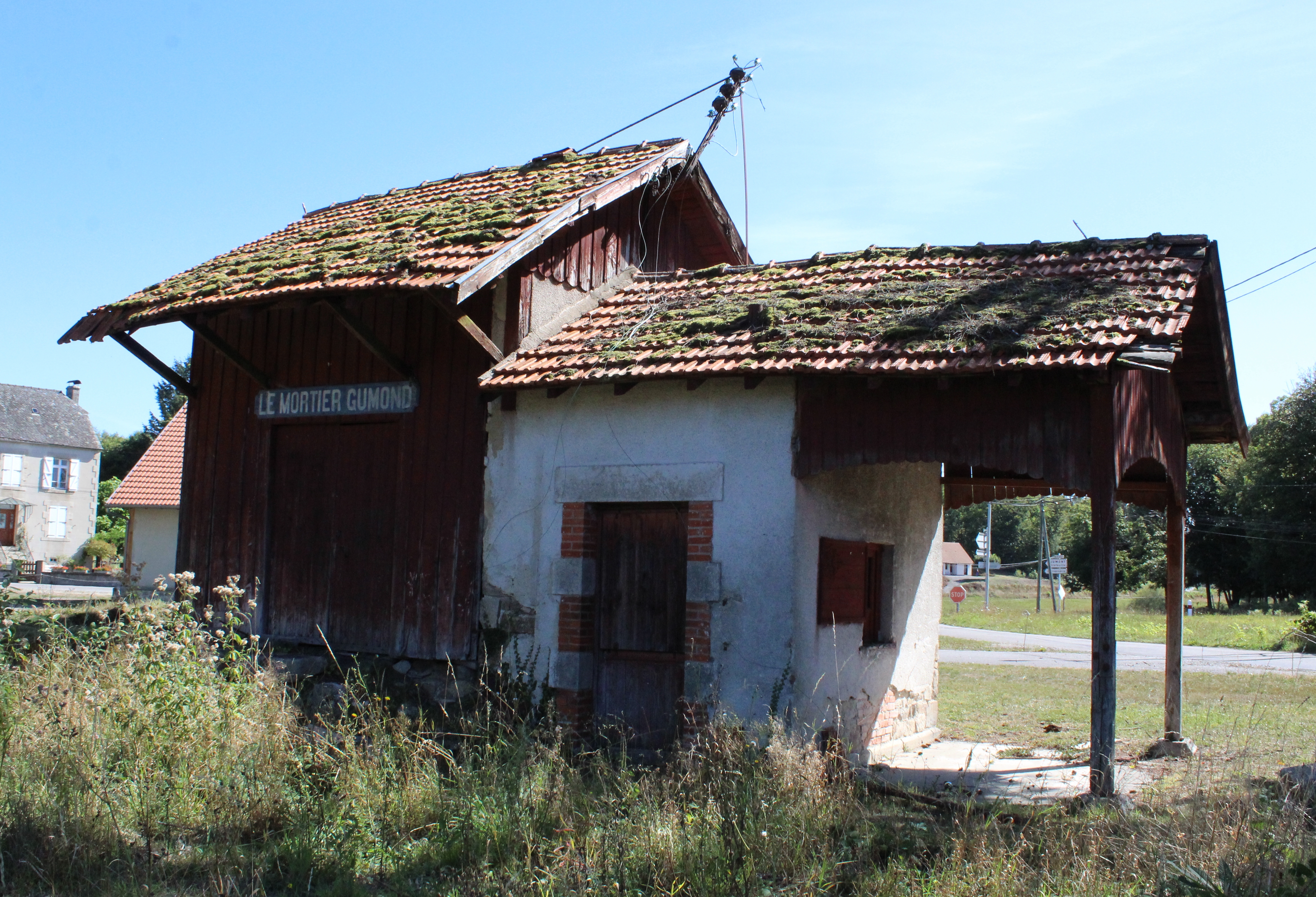
L'ancienne gare.

## Personnalités liées à la commune
- Jean-Baptiste Joseph de Sahuguet d'Amarzit d'Espagnac (1713-1783), général français.
- Marc René Marie d'Amarzit de Sahuguet d'Espagnac (1752-1794), spéculateur financier français.
- Charles-Antoine Léonard de Sahuguet, baron d'Espagnac et comte de Sancerre (1758-1837).

## Héraldique
| Blason de Espagnac | Blason  | D'azur à deux lions affrontés d'argent.          |
| Blason de Espagnac | Détails | Le statut officiel du blason reste à déterminer. |